# Anaplasmosis granulocítica humana
La anaplasmosis granulocítica humana (HGA) (anteriormente denominada como erliquiosis granulocítica humana, o HGE) es una enfermedad infecciosa, causada por bacterias del género Anaplasma, particularmente por Anaplasma phagocytophilum, que es una bacteria intracelular obligada, trasmitida a los humanos por la picadura de al menos tres especies de garrapatas de los ciervos: Ixodes scapularis, Ixodes pacificus y Dermacentor variabilis. Estas especies también trasmiten la enfermedad de Lyme y la babesiosis, entre otras enfermedades.

## Síntomas
Los síntomas son parecidos a los de la gripe, entre ellos se incluyen fiebre, fuerte dolor de cabeza, mialgia, escalofríos y temblores.
La enfermedad provoca alteraciones gastrointestinales en menos de la mitad de los pacientes, y eflorescencia en menos de un 10 %. También está caracterizada por trombocitopenia, leucopenia y una elevación de la transaminasa en sangre en la mayor parte de los pacientes.
La anaplasmosis granulocítica humana es de manera clínicamente indistinguible una infección mayoritariamente causada por Anaplasma chaffeensis (antes Ehrlichia chaffeensis), entre otras especies, pero puede diferenciarse de bacterias de su mismo género mediante técnicas de diagnóstico moleculares.

## Tratamiento
Suele tener éxito el tratamiento con antibióticos si son administrados en las primeras etapas. La doxiciclina es el tratamiento de elección.
Si la enfermedad se presenta durante las primeras semanas de gestación, el tratamiento es más complejo. La rifampicina se ha usado en embarazo y en pacientes alérgicos a la doxiciclina.